# Hypothyris rowena
Hypothyris rowena är en fjärilsart som beskrevs av William Chapman Hewitson 1857. Hypothyris rowena ingår i släktet Hypothyris och familjen praktfjärilar. Inga underarter finns listade i Catalogue of Life.